# 裂叶月光花
裂叶月光花（学名：Ipomoea alba var. lobatum）为旋花科番薯属月光花的变种。分布于中国大陆的浙江、云南等地，目前尚未由人工引种栽培。